# إبراهيم مراد
إبراهيم مراد مواليد 9 ديسمبر 1988، لاعب كرة قدم إماراتي يجيد اللعب في الوسط في .
كانت بداياته مع نادي اتحاد كلباء و انتقل إلى نادي الظفرة في عام 2012 و عاد إلى نادي اتحاد كلباء عام 2014 و وقع مع نادي العروبة في عام 2019 .

## روابط خارجية
- إبراهيم مراد على موقع Soccerway.com (الإنجليزية)